# Max Looff
Max Looff (* 2. Mai 1874 in Straßburg; † 20. September 1954 in Berlin) war ein deutscher Vizeadmiral und Militärschriftsteller.

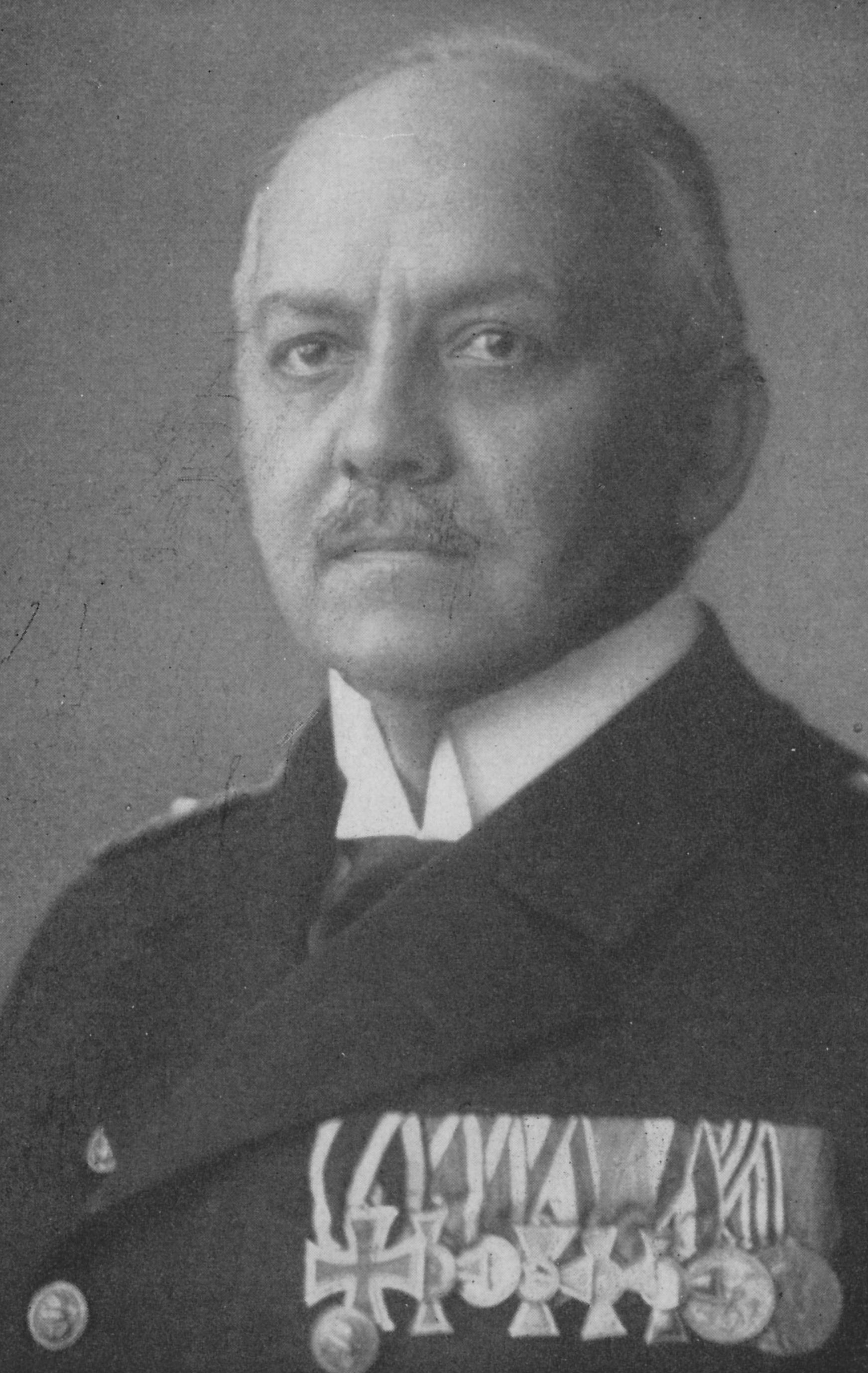
Max Looff

## Leben

### Militärkarriere
Looff trat am 10. April 1891 in die Kaiserliche Marine ein und absolvierte seine Grundausbildung auf der Kreuzerfregatte Stosch. Anschließend kam er an die Marineschule und wurde dort am 11. April 1892 zum Seekadetten befördert. Zur weiteren Ausbildung absolvierte er vom 1. bis 30. April 1892 einen Artilleriekurs auf dem Artillerieschulschiff Mars. Anschließend war er bis 23. September 1893 auf dem Schulschiff Gneisenau und kam dann ein weiteres Mal bis zum 15. September 1894 auf die Marineschule. Dann folgte seine Versetzung als Kompanieoffizier zur II. Werftdivision und am 20. September 1894 die Beförderung zum Unterleutnant zur See. Von Februar bis April 1895 wurde Looff abermals zu einem Lehrgang auf die Mars kommandiert und dann auf das Linienschiff Weißenburg versetzt. Am 1. Oktober 1896 reiste Looff nach Nagasaki, um auf dem in Ostasien stationierten Kleinen Kreuzer Prinzeß Wilhelm als Adjutant zu dienen. In dieser Funktion folgte am 12. April 1897 seine Beförderung zum Leutnant zur See (Umbenennung in Oberleutnant zur See am 1. Januar 1899). Am 11. März 1898 kehrte Looff nach Deutschland zurück und wurde zunächst zur Verfügung der II. Marineinspektion gestellt. Kurzzeitig erfolgte im April 1898 seine Verwendung als Kompanieoffizier in der III. Matrosen-Artillerie-Abteilung, bevor er dann bis zum 27. September 1899 als Kommandant des Tenders Hay diente. Anschließend war Looff zwei Jahre lang Wachoffizier auf dem Linienschiff Wörth. Ein weiteres Jahr war er Kompanieoffizier bei der II. Torpedo-Abteilung, wo er zeitweilig auch Kommandant des Torpedoboots S 102 war. Vom 1. Oktober 1902 bis zum 30. Juni 1904 war Looff an der Marineakademie in Kiel, legte den I. und II. Coetus ab und wurde in dieser Zeit am 27. Januar 1903 zum Kapitänleutnant befördert. Darauf folgte Dienst als Navigationsoffizier auf der Kreuzerfregatte Stein und als Kompaniechef bei der II. Matrosen-Division und der II. Werftdivision. Für die Dauer eines Monats diente er zur Information auf dem Minendampfer Pelikan. Vom 9. November 1906 bis zum 18. März 1907 wurde er zur Verfügung der Inspektion der Küstenartillerie und des Minenwesens gestellt und dann als Erster Offizier auf dem Minenkreuzer Nautilus eingesetzt. Am 8. September 1907 folgte für einen knappen Monat eine Kommandierung zur Information zur Inspektion der Küstenartillerie und des Minenwesens. Als 1. Adjutant versah er dann dort ab 1. Oktober 1907 Dienst und wurde am 13. Oktober 1908 zum Korvettenkapitän befördert. Vom 20. April 1910 bis zum 18. Januar 1911 war Looff Erster Offizier auf dem Linienschiff Wettin, wurde dann bis 8. März 1911 zur Verfügung des Chefs der Marinestation der Nordsee gestellt und anschließend dem Reichsmarineamt als Dezernent in der Militärischen Abteilung zugeteilt. Seine Beförderung zum Fregattenkapitän erfolgte am 13. Oktober 1913.
Am 1. April 1914 erhielt Looff das Kommando über den Kleinen Kreuzer Königsberg, mit dem er nach Deutsch-Ostafrika verlegte. Nach dem Ausbruch des Ersten Weltkriegs führte die Königsberg Handelskrieg im Indischen Ozean. In auswegloser Situation gab Looff am 11. Juli 1915 den Befehl zur Selbstversenkung. Die überlebende, ca. 300 Mann starke Besatzung wurde nach kurzer Ausbildung der Schutztruppe unter dem späteren General Paul von Lettow-Vorbeck eingegliedert. Zwischen Looff und Lettow-Vorbeck kam es während der Kämpfen in Ostafrika in den folgenden beiden Jahren zu ständigen Rivalitäten. Looff wurde am 24. Dezember 1915 zum Kapitän zur See befördert und fungierte bis 21. November 1917 als Kommandeur der deutschen Marinetruppen in Ostafrika, zuletzt als Südbefehlshaber. Looff geriet während eines Lazarettaufenthalts am 22. November 1917 in britische Kriegsgefangenschaft, die er in Ägypten verbrachte. Für sein Wirken hatte er neben beiden Klassen des Eisernen Kreuzes den Roten Adlerorden IV. Klasse sowie den Kronenorden IV. Klasse am Bande der Rettungsmedaille erhalten.
Nach seiner am 26. Februar 1919 erfolgten Entlassung aus der Kriegsgefangenschaft wurde ihm am 2. März 1919 gemeinsam mit Lettow-Vorbeck und anderen ehemaligen Ostafrikakämpfern in Berlin ein triumphaler Empfang bereitet. In der Folgezeit war Looff zunächst beurlaubt und stand dem Chef der Marinestation der Ostsee zur Verfügung.
Vom 21. Juni bis zum 2. September 1919 erfolgte seine Kommandierung zur Inspektion des Minen-, Sperr- und Sprengwesens sowie anschließend kurzzeitig zur Kommandantur Kiel. Ab 13. September 1919 war er Stadtkommandant von Kiel. Vom 1. Juni bis zum 30. September 1920 wurde Looff abermals zur Verfügung des Chefs der Marinestation der Ostsee gestellt und dann am 1. Oktober 1920 zum Inspekteur des Torpedo- und Marinewesens ernannt. In dieser Funktion beförderte man ihn am 1. Januar 1921 zum Konteradmiral. Unter Verleihung des Charakters als Vizeadmiral erfolgte am 6. März 1922 seine Verabschiedung aus der Marine.
Seine Erlebnisse während des Krieges in Afrika verarbeitete er in zahlreichen Büchern.
Looff wurde am 24. Mai 1939 zur Verfügung der Kriegsmarine gestellt, jedoch nicht mehr zum aktiven Wehrdienst herangezogen.
Nach dem Ende des Zweiten Weltkriegs wurden Looffs Schriften Deutsche Kolonie in Not (Bertinetti, Berlin 1928), Kreuzerfahrt und Buschkampf. Mit S.M.S. „Königsberg“ in Deutsch-Ostafrika (Bertinetti, Berlin 1929) und Tufani (Bernard & Graefe, Berlin 1941) in der Sowjetischen Besatzungszone auf die Liste der auszusondernden Literatur gesetzt.

### Familie
Looff hatte sich am 31. März 1902 in Hannover mit Luise von Borries (* 1880) verheiratet. Sie war die Tochter des Konstrukteurs und Professors an der Technischen Hochschule Charlottenburg August von Borries (1852–1906).